# Pas toi
Singles de Jean-Jacques Goldman
Je te donne
(1985) La Vie par procuration
(1986)
Pistes de Non homologué
Parler d'ma vie Bienvenue sur mon boulevard
Pas toi est une chanson de Jean-Jacques Goldman sortie sur l'album Non homologué en 1985, puis en 45 tours en mars 1986. Elle a été entièrement composée par Goldman et reste un de ses plus grands succès.

## Historique
Dans cette chanson, l'artiste souffre de ne pas être aimé de la femme qu'il aime et de son indifférence à son égard : « Pourquoi je saigne / Et pas toi ». Goldman a réfuté le caractère autobiographique de la chanson, déclarant que ce n'était « pas une situation » qu'il a connue.
La chanson peut aussi signifier un rapport amoureux ou amical entre deux hommes, et qu'en réalité l'homme que Jean-Jacques Goldman interprète dans la chanson s'adresse à son ami qui est parti avec la femme.
La piste de cette interprétation se situe dans le clip vidéo, quand les deux hommes cèdent le lit à deux places à la femme et que l'un va dormir sur un canapé avec une couverture trop petite et l'autre sur une chaise inconfortable avec un sac de couchage, signifiant par là que les deux hommes n'avaient pas l'habitude de dormir ainsi, qu'ils faisaient vraisemblablement chambre commune et qu'ils dormaient dans le même lit. Dans ce même clip vidéo, Goldman n'a aucun regard ou geste affectueux envers la femme qui indiquerait qu'il éprouverait de l'attirance pour elle, ensuite lorsque son ami s'en va, il baisse la tête au moment où son ami se retourne pour monter dans la voiture après un dernier échange de regard. D'autre part, à la fin du clip, Jean-Jacques Goldman chante et joue de la guitare en observant son ami à la télévision dans une vidéo qu'ils avaient faîte, avec la femme en arrière plan à peine visible. Pour conclure, rien dans le texte n'indique qu'il s'adresse à une femme.
L'actrice Gaëlle Legrand joue la jeune femme du clip et le réalisateur Bernard Schmitt joue l'ami de Jean-Jacques Goldman.
La chanson est disponible sur beaucoup des albums du chanteur, notamment dans ses albums live En public, Du New Morning au Zénith et Tournée 98 En passant, et dans ses compilations L'Intégrale 81/91, Les Enfoirés à l'Opéra-Comique, Singulier 81/89 et Pluriel 90/96. Lors du Live 1999, la chanson est jouée en différentes versions (reggae, rock, rap, jazz, tango) dans un medley, avec une partie chantée en anglais par Michael Jones.
Le single s'est vendu à plus de 400 000 exemplaires et est resté classé 21 semaines au Top 50 du 21 avril au 15 septembre 1986, dont deux à la cinquième place. Il a été certifié disque d'argent.

## Classements
| Classement (1986)             | Meilleure position |
| ----------------------------- | ------------------ |
| Europe (European Hot 100)     | 46                 |
| France (SNEP)                 | 5                  |
| Québec (Palmarès francophone) | 9                  |

| Classement (1986)         | Position |
| ------------------------- | -------- |
| Europe (European Hot 100) | 97       |
| France (SNEP)             | 28       |

### Certifications
| Pays                                                             | Certification | Ventes certifiées |
| ---------------------------------------------------------------- | ------------- | ----------------- |
| France (SNEP)                                                    | Argent        | 250 000*          |
| *Ventes selon la certification xNon précisé par la certification |               |                   |

## Reprises
- Melgroove, groupe de musique R'n'B et soul français, reprend la chanson sur son album Apoca arrive (1998). Cette version est très différente de l'originale comme les voix des trois chanteurs sont superposées au refrain. De plus, la structure de la chanson a changé depuis que l'originale commence avec le refrain.
- Chorus Meps en 1998
- Michel Leclerc en 2000 (version piano)
- Dans le film La ville est tranquille en 2001, réalisé par Robert Guédiguian.
- La troupe des Dix Commandements a repris la chanson lors de l'émission Tapis rouge sur France 2 le 3 mars 2001.
- Le Collège de l'Estérel en 2002.
- Julie Pietri interprète Pas toi dans un style jazzy sur son album Autour de minuit (2007).
- Tal sur la compilation Génération Goldman volume 2 et sur son album À l'infini en 2013.